# حزب الدعوة الإسلامية
حزب الدعوة الإسلامية العراقية أحد الأحزاب السياسية في العراق وأحد الأحزاب الشيعية الرئيسة. تحالف الحزب مع المجلس الأعلى للثورة الإسلامية في العراق في الانتخابات العراقية التي جرت عقب الإطاحة بنظام صدام حسين عام 2003م، يتزعم الحزب نوري المالكي، الذي كان رئيس مجلس الوزراء العراقي للفترة 2006 الى 2014. ودعم الحزب الثورة الإيرانية وأيضًا روح الله الخميني خلال الحرب الإيرانية العراقية وما زالت الجماعة تتلقى الدعم المالي من طهران على الرغم من الخلافات الأيديولوجية مع الجمهورية الإسلامية حيث يؤمن الخميني بولاية الفقيه بينما يؤمن حزب الدعوة أن السلطة يجب أن تتمركز في يد الأمة.

## بدايات حزب الدعوة الإسلامية
اجتمع الأعضاء المؤسسون للحزب في سنة 1957، وتأسست النواة الأولى لحزب الدعوة الإسلامية على صيغة هيئة مؤلفة من 8 أعضاء، وكان لـمحمد باقر الصدر دور رئيسي في لجنة قيادة الحزب الذي تشكل لخلق حالة توازن فكري مع الشيوعية والعلمانية والقومية العربية وغيرها من الأفكار المادية، كما كان لمحمد حسين فضل الله تأثرًا كبيرًا بفكره وعقلانيته وتدينه.
برز الحزب إلى سطح السياسة العراقية في السبعينات حيث قام بحملة مسلحة ضد الحكومة العراقية والحزب الحاكم حزب البعث العربي الاشتراكي وكانت النتيجة سقوط عدد كبير من الضحايا المدنين الأبرياء، وعند نجاح الثورة الإسلامية في إيران ومجيئ روح الله الخميني للسلطة قام حزب الدعوة بتشكيل علاقات مع قيادات الثورة الإسلامية الإيرانية ولكن كان هناك نقطة خلاف وحيدة حيث كان روح الله الخميني يؤمن بولاية الفقيه وأن علماء الدين هم من يجب أن تكون لهم الكلمة العليا في سياسة الدولة ولكن حزب الدعوة يرى أن السلطة يجب أن تتمركز في يد الأمة.

## حزب الدعوة الإسلامية وحزب البعث
في يونيو 1969 بدأت الحكومة العراقية والحزب الحاكم حزب البعث بالخوف من ازدياد نفوذ حزب الدعوة فبدأت بصورة غير مباشرة هجوما إعلاميا على المرجعية الدينية فشعر حزب الدعوة بأنه مستهدف من قبل الحكومة العراقية فقرر الرد باتخاذه قرارا بالخروج بتظاهرات سياسية تنادي بإسقاط الحكومة العراقية وحزب البعث، وتدعو إلى إقامة دولة إسلامية حيث شهدت محافظة النجف ومحافظة البصرة والكوفة تظاهرات منظمة من قبل الحزب مما حدى بالحكومة العراقية إلى اتخاذها إجراءات لكبح جماح الحزب حيث قامت باعتقالات في صفوف حزب الدعوة الإسلامية. وفي عام 1974 قامت محكمة الثورة العراقية بإصدار أمر الإعدام على مجموعة من قياديي الحزب، وكانت هذه الضربة موجعة لصفوف الحزب حيث أدى إلى قطع الاتصال بين أعضائه لفترة مؤقتة.
في عام 1975 قامت الحكومة العراقية بحظر أحد الطقوس الدينية الشيعية وهو المسيرة من النجف إلى كربلاء والذي كان يطلق عليه اسم «مراد الراس». وفي عام 1977 قام حزب الدعوة وكتحد منه للحكومة العراقية بتنظيم هذا الطقس الديني الشيعي فحصلت في ذلك العام أي 1977 مايطلق عليه حزب الدعوة «انتفاضة صفر الجريئة» حيث قتل في هذه الانتفاضة عناصر قيادية من حزب البعث.
بعد انطلاق الثورة الإسلامية في إيران أعلن حزب الدعوة الوقوف إلى جانبها فقامت الحكومة العراقية في 31 مارس 1980 بإصدار قرار نص على إعدام كل من ينتمي إلى حزب الدعوة الإسلامية، وكان في طليعة من أعدم بهذا القرار محمد باقر الصدر وأخته بنت الهدى في 8 أبريل 1980.

## تأسيس معسكر الصدر
بعد ذلك قام الحزب في عام 1981م بإنشاء معسكر الصدر في الأهواز بإيران وهو نواة لعمل عسكري بهدف إسقاط صدام حسين.

## أبرز العمليات
لقد شن حزب الدعوة الإسلامية العديد من العمليات خصوصًا أيام حرب الخليج الأولى.

## حزب الدعوة بعد سقوط بغداد في9 أبريل2003
بعد الإطاحة بحكومة الرئيس السابق صدام حسين شارك الحزب في جميع العمليات السياسية في العراق ابتداء من مجلس الحكم في العراق والحكومة العراقية المؤقتة والحكومة العراقية الانتقالية والانتخابات العراقية ومجلس النواب العراقي علما أن أول مكتب لحزب الدعوة الإسلامية فتح في العراق في مدينة الكوفة بتاريخ 13 أبريل 2003.